# 接骨院の広告規制
接骨院の広告規制とは柔道整復師法第24条により定められた広告規制のこと。「柔道整復の業務又は施術所に関しては、何人も、文書その他いかなる方法によるを問わず、次に掲げる事項を除くほか、広告をしてはならない。」と定めている。
この規定ではホームページは広告制限の対象外とされている。

## 対象範囲
看板やのぼり、チラシ、リスティング広告などが広告制限の対象となる。

## 対象事項
柔道整復師法第24条では以下の4項目が定められている。
1. 柔道整復師である旨並びにその氏名及び住所
2. 施術所の名称、電話番号及び所在の場所を表示する事項
3. 施術日又は施術時間
4. その他厚生労働大臣が指定する事項

## 施術所の名称
各種の施術所の名称については、施術所以外の医業類似行為施設と区別するために、「マッサージ指圧」、「鍼灸」、「接骨」等を資格や業務内容に則した名称を付随させることが望ましいとされている。